# Гетеродуплекс

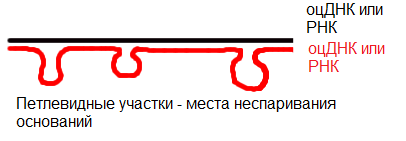
Гетеродуплекс

Гетероду́плекс — гибридный участок молекул ДНК, вступивших в рекомбинацию, состоящий из двух цепей от каждой из рекомбинирующих ДНК (то есть разного происхождения). Одиночные цепи удерживаются друг с другом благодаря водородным связям между комплементарными основаниями. Участки, в которых основания не подходят друг другу, приобретают форму петли. Чем больше в гетеродуплексе неспаренных участков, тем менее он устойчив, поэтому может осуществляться подгонка оснований друг под друга.
В некоторых случаях гетеродуплекс могут образовывать одиночные цепи РНК.
Чтобы определить, содержит ли ДНК интроны, можно провести её транскрипцию с последующей гибридизацией полученной цепи РНК с матрицей — исходной ДНК. Если ДНК содержит интроны, то в транскрибированной с неё РНК после транскрипции и последующего сплайсинга они окажутся удалёнными. Из-за этого при гибридизации РНК с материнской ДНК появятся петлевидные участки неспаренных оснований, так как интронам в ДНК нет соответствующих оснований в РНК.